# 공작 (2023년 영화)
《공작》(스페인어: El Conde)은 2023년 공개된 칠레의 블랙 코미디 공포 영화이다. 파블로 라라인이 감독과 공동 각본을 맡았다. 칠레 독재자 아우구스토 피노체트를 죽음을 바라게 된 250살 흡혈귀로 풍자 묘사하였다.
2023년 제80회 베네치아 국제 영화제 황금사자상 경쟁작이다. 2024년 제96회 아카데미상 촬영상 후보에 올랐다.

## 줄거리
18세기에 프랑스 왕당파 군인 클로드 피노슈가 흡혈귀로 밝혀진다. 암살 시도를 피한 그는 프랑스 혁명의 발발과 마리 앙투아네트 처형을 목격한 뒤 죽음을 가장하고 해외로 도망쳐 이후 2세기를 혁명을 억압하는 데 보낸다.
1935년 칠레에 도달한 그는 아우구스토 피노체트라는 이름으로 칠레 육군에 들어가 장군이 된다. 1973년 그는 살바도르 아옌데의 사회주의 정권을 전복하고 독재자로 군림하기 시작하고, 앞으로 사적인 자리에서는 자신을 "백작"(El Conde)으로 부를 것을 요구한다. 자리에서 물러난 후 당국에서 부정 축재와 인권 유린 행위 조사에 들어가자 그는 또 한 번 죽음을 가장하고 외딴 농장에서 은둔한다.
이제 250년을 산 아우구스토는 생의 의지가 없다. 아내 루시아, 집사 표도르, 자녀들은 그의 재산을 노린다. 러시아 백군이었으나 아우구스토가 물어 흡혈귀가 된 표도르는 아우구스토의 군복을 입고 산티아고에서 살육을 벌이며 인간의 심장을 섭취한다.
자녀들은 수녀 카르멘을 고용해 구마를 시도하지만 아우구스토에게 압도된 카르멘은 성관계를 갖고 흡혈귀가 된다. 이에 과거 스트리고이에게 물리고 강간을 당해 아우구스토를 낳자마자 그를 고아원에 버렸던 친모 마거릿 대처가 질투를 느껴 아우구스토를 찾아온다.
그러나 카르멘은 흡혈귀가 된 것조차 그의 부패 증거를 캐내려고 가톨릭교회가 짜낸 계획의 일환이었다고 밝힌다. 도망친 카르멘은 표도르에게 붙잡혀 단두대에서 목이 잘리고, 증거 서류는 불태워진다. 아우구스토는 루시아를 칼로 찌르고 표도르는 톱으로 목을 베어낸 뒤 시체들을 불에 태운다. 자녀들이 아우구스토가 남긴 재산을 챙겨 떠난 뒤 수녀들이 뒤늦게 빈 농장을 찾아온다.
아우구스토와 마거릿은 흡혈귀의 심장을 섭취해 회춘하여 새 삶을 시작한다. 이제 소년의 몸을 지닌 아우구스토는 "세상에서 가장 위험한 종류의 좌파들이 있는" 칠레에서 계속 살기를 고집하고 평범한 소년처럼 학교에 들어간다.

## 출연진
- 하이메 바델 - 아우구스토 피노체트 역
- 글로리아 문치마이에르 - 루시아 이리아르트 역
- 알프레도 카스트로 - 표도르 크라스노프 역
- 파울라 룩싱게르 - 카르멘 역
- 카탈리나 게라 - 루시아 피노체트 역
- 마르시알 타글레 - 아니발 역
- 암파로 노게라 - 메르세데스 역
- 디에고 무뇨스 - 마누엘 역
- 안토니아 세헤르스 - 하신타 역
- 스텔라 고네이 - 마거릿 대처 역

## 반응
리뷰 애그리게이터 사이트 로튼 토마토에서 116편의 리뷰를 바탕으로 83%의 지지도를 얻었다.